# Well Done (Dokumentarfilm)
Well Done ist ein Dokumentarfilm des Schweizer Regisseur Thomas Imbach. Er dokumentiert den Alltag einer Schweizer Telebankingfirma. Monatelang begleite der Regisseur die Figuren der Firma mit der Kamera und zeigt anhand von thematischen Sequenzen das Verhalten und Empfinden im von elektronischen Technologien bestimmten Büroalltags eines Informatikbetriebes in Zürich. Well Done wurde an den Solothurner Filmtagen 1994 uraufgeführt; im Wettbewerb des Internationalen Leipziger Festivals für Dokumentar- und Animationsfilm gewann er den Fipreschi-Preis.

## Handlung
1994: In einem Schweizer High-Tech-Betrieb sind über 1200 Leute damit beschäftigt, die täglichen Milliarden im schweizerischen Geldverkehr in Form von endlosen Datenströmen zu kontrollieren. Aus der Masse von Angestellten im labyrinthischen Gebäude tauchen einzelne Figuren auf. Die Kamera folgt den unscheinbaren Gesten, Sprechweisen, und Blicken des PC-Supporter, der Key Account Managerin, der Goldcard-Sachbearbeiterin, des Product Managers, der Abteilungsleiterin, des Direktor. Eine serielle Montage verwebt den Alltag der Protagonisten zu einem dichten Bild-Ton-Gefüge. Der Zuschauer taucht in eine Welt ein, in der die subtile Gewalt der elektronischen Technologien die zwischenmenschliche Kommunikation formt und bis in die privaten Räume hinein Spuren hinterlässt.

## Hintergrund
Well Done porträtiert eine Schweizer Telebanking-Firma als exemplarischen Ort der postindustriellen Arbeitswelt. Es ist 1994 und der Büroalltag findet vor dem Computer und vor allem am Telefonhörer statt. Die Umgangssprache ist vom allgegenwärtigen Business-English durchdrungen, während die Architektur der Büroräume und der menschenleeren Korridore an futuristische Landschaften erinnert. Well Done macht deutlich, dass die Totalität einer ökonomisierten Welt das Private längst erfasst hat und Effizienz- und Nützlichkeitsdenken dort ebenso vorherrschen wie in der Welt des Kapitals selbst.

## Kritiken
„Ungewöhnlich ist auch, dass der Einzelne nicht als Individuum erkennbar werden soll, sondern als Mitglied einer Gruppe, definiert durch Arbeitszusammenhänge. […] Faszinierend ist nun aber, wie der Film als sinnliches Ereignis inszeniert ist. Thomas Imbach hat sich bereits in Restlessness über einen ausgeprägten Sinn für Rhythmik und Farbwirkungen ausgewiesen. Farbe und Rhythmus sind die bestimmenden Elemente auch von Well Done. (Auszug)“
„Ohne jedes Lamento, dafür mit absurder Komik führt Well Done die Totalherrschaft unseres Wirtschaftssystems vor: von der Telefonistin, die selbst mit den Kollegen im Kundenjargon spricht, über die Manager, die noch beim Jogging kalkulieren, bis zum Angestellten, der schon mit seinem Sohn im Sekundarschulalter eine Art Qualifikationsgespräch führt. Kein Film über die Bürowelt also, sondern über unser Leben – einer der besten seit langem.“